# 萨博塔歌百灵
萨博塔歌百灵（学名：Mirafra sabota），是百灵科歌百灵属的一种，分布于纳米比亚、安哥拉、南非、斯威士兰、津巴布韦、博茨瓦纳和莫桑比克。全球活动范围约为2,310,000平方千米。该物种的保护状况被评为无危。
萨博塔歌百灵的平均体重约为25.5克。栖息地包括干燥的稀树草原、亚热带或热带的（低地）干燥疏灌丛、地中海型疏灌丛和亚热带或热带的（低地）干草原。